# George Parker, 2. hrabě z Macclesfieldu
George Parker, 2. hrabě z Macclesfieldu (George Parker, 2nd Earl of Macclesfield, 2nd Viscount Parker of Ewelm, 2nd Baron Parker of Macclesfield) (1697 – 17. března 1764), byl britský šlechtic a vědec. Od roku 1732 byl členem Sněmovny lordů, uplatnil se jako amatérský astronom a v letech 1752–1764 byl prezidentem Královské společnosti, byl též členem zahraničních vědeckých institucí a angažoval se také v charitě.

## Životopis

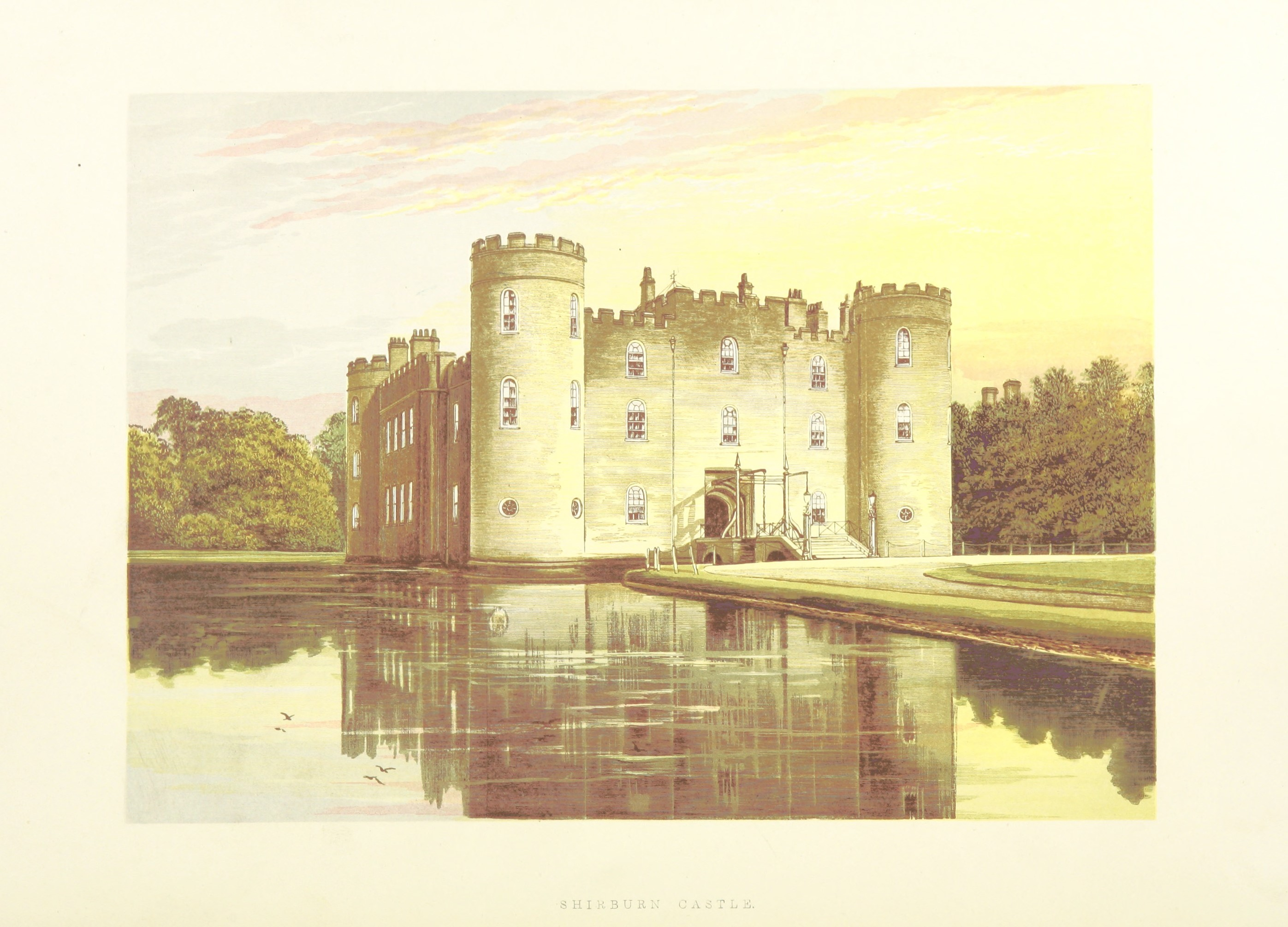
Zámek Shirburn Castle (Oxfordshire), sídlo hrabat z Macclesfieldu v letech 1716–2004

Pocházel ze šlechtické rodiny, narodil se jako jediný syn významného právníka a politika 1. hraběte z Macclesfieldu. Studoval v Etonu a Cambridge, od roku 1719 až do smrti zastával méně významný, ale dobře placený post na ministerstvu financí. V letech 1720–1722 absolvoval kavalírskou cestu, pobýval převážně v Itálii. Po návratu do Anglie se stal členem Královské společnosti (1722) a v letech 1722–1727 byl poslancem Dolní sněmovny za stranu whigů, o politiku se ale prakticky nezajímal. Po otci zdědil v roce 1732 titul hraběte a vstoupil do Sněmovny lordů (do té doby jako otcův dědic užíval titul vikomta Parkera). Proslul jako amatérský astronom, na svém sídle Shirburn Castle v hrabství Oxfordshire vybudoval astronomickou observatoř a chemickou laboratoř. Díky svým vědeckým zájmům zastával v letech 1752–1764 funkci prezidenta Královské společnosti. Mimoto byl členem Královské společnosti starožitností a získal čestný doktorát v Cambridge. V zahraničí byl členem Královské švédské akademie věd a Francouzské akademie věd.
Byl dvakrát ženat, z prvního manželství s Mary Lane, dcerou obchodníka Ralpha Lane, měl dva syny. Starší syn Thomas Parker, 3. hrabě z Macclesfieldu (1723–1795), byl v mládí členem Dolní sněmovny a poté po otci členem Sněmovny lordů. Mladší syn George Lane Parker (1724–1791) sloužil v armádě a dosáhl hodnosti generála, byl též dlouholetým poslancem Dolní sněmovny. Z potomstva později vynikl vnuk George Parker, 4. hrabě z Macclesfieldu (1755–1842).